# Jakub Boturzyński (zm. 1531)
Jakub Boturzyński herbu Czewoja (zm. w 1531 roku) – dworzanin królewski, wojski poznański w latach 1517–1525, wojski kaliski w latach 1511–1517, poborca kaliski.
W 1493 roku studiował na Akademii Krakowskiej.
Poseł województwa poznańskiego na sejm piotrkowski 1504 roku.